# Gonomyia (Leiponeura) jacobsoniana
Gonomyia (Leiponeura) jacobsoniana is een tweevleugelige uit de familie steltmuggen (Limoniidae). De soort komt voor in het Oriëntaals gebied.